# 隆或镇
隆或乡，是中华人民共和国广西壮族自治区百色市隆林各族自治县下辖的一个乡镇级行政单位。

## 行政区划
隆或乡下辖以下地区：
隆或村、马卡村、马宗村、滴岩村、拉也村、沙保村、双多村、道达村、打兰村、龙场村、者隆村、八峰村、龙爽村、伟领村和鱼塘村。